# Castell de Coppet
El Castell de Coppet (francès: Château de Coppet) és un château del municipi de Coppet al cantó de Vaud de Suïssa. És un lloc catalogat com a patrimoni suís d'importància nacional. Va donar el seu nom al grup de diversos intel·lectuals europeus del segle xix, el "grup de Coppet", que es van conèixer al castell cap el 1816 sota els auspicis de Madame de Staël i que van fer contribucions en els camps de la literatura, filosofia i política.

## Persones nascudes al castell de Coppet
- Alexander zu Dohna-Schlobitten (1661-1728), mariscal de camp prussià.
- Christopher I, Burgrave i Compte de Dohna-Schlodien (1665-1733), general i diplomàtic prussià.